# Holon

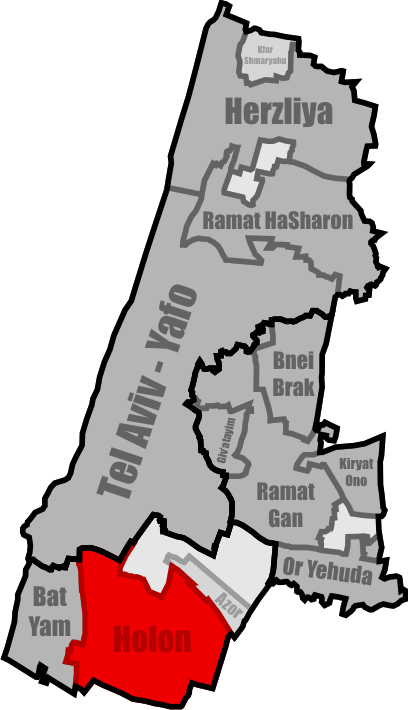
Localização de Holon no Distrito de Tel Aviv.

Holon é uma cidade de Israel com uma pequena comunidade de samaritanos. Holon é uma cidade no distrito de Tel Aviv, a décima maior de Israel.  Fica a sudeste de Tel Aviv. Sua população é de cerca de 194.000 em 2018. Holon foi fundada em 1940 como uma união de cinco bairros e declarada cidade em 1950. É a terceira maior cidade do distrito de Tel Aviv.
Holon conta com diversos museus, destacando-se o Museu do Design Israelense e o complexo de Museus de nome Museu das Crianças. Neste último, impressiona a visita à seção "Diálogo no Escuro" na qual os visitantes vivem por cerca de 80 minutos como cegos - experiência impactante. Holon conta com muitos parques públicos, sua equipe de Basquete está entre as mais competitivas no país. O metrô de superfície está sendo construído com término previsto para 2024.
Holon é uma cidade florida que conta ainda com piscinas públicas, excelente estádio poliesportivo, teatro e uma das mais famosas escolas de música de Israel, o Instituto Steinberg. 

## Geminações
Holon possui as seguintes cidades-gémeas:
- Dayton , Ohio, EUA
- Suresnes, França
- Mitte, Alemanha
- Hann. Münden, Alemanha
- Anshan, China

Faz também parceria com:
- Andong, Coreia do Sul